# Veľký Ďur
Veľký Ďur é um município da Eslováquia, situado no distrito de Levice, na região de Nitra. Tem 22,02 km² de área e sua população em 2018 foi estimada em 1.260 habitantes.

## Demografia
| Ano:        | 1994 | 2004   | 2014   | 2024   |
| ----------- | ---- | ------ | ------ | ------ |
| Broj ljudi: | 1323 | 1315   | 1281   | 1308   |
| Razlika:    |      | -0,60% | -2,58% | +2,10% |

| Ano:               | 2023 | 2024   |
| ------------------ | ---- | ------ |
| Número de pessoas: | 1332 | 1308   |
| Diferença:         |      | -1,80% |